# Get Physical Music
Get Physical Music est un label allemand de musique électronique créé par M.A.N.D.Y. (Patrick Bodmer et Philipp Jung), DJ T (Thomas Koch) et Booka Shade (Walter Merziger, Arno Kammermeier & Peter Hayo) en 2002. 
Le label héberge de nombreux artistes reconnu tels que Aaron, Abu Duque, Actor One, Ada, Adam Port, Adeline, Adultnapper, Affkt, Afrilounge, Âme, Andhim, Arto Mwambé, Battles, Azari & III, Boys Noize, Brifo, Bonnindustrial, Carl Craig, Cerrone, Claude VonStroke, Daniel Bortz, Depeche Mode, Dixon, DOP, Erol Alkan,Elektrchochemie, Even Tuell, Few Nolder,  Fink, Franz Alice Stern, Fuckpony, Gilles Peterson, Henrik Schwarz, Jay Shepard, John Tejada, Justin Martin ou encore Kölsch. 
En 2005 le magazine britannique DJ Mag le consacre label de l'année.